# Іван Колев (футбольний тренер)
Іван Венков Ко́лев (болг. Иван Венков Колев, нар. 14 липня 1957, Софія) — болгарський футболіст, що грав на позиції півзахисника в низці болгарських клубів. По завершенні ігрової кар'єри — тренер. З 2024 року очолює тренерський штаб команди «Локомотив» (Софія).

## Ігрова кар'єра
Іван Колев народився в Софії. У команді майстрів дебютував 1967 року виступами за команду «Локомотив» (Софія), в якій грав до 1973 року. З 1973 до 1976 року грав у складі команди «Сливен», а з 1976 до 1978 року грав у складі клубу «Академік» (Софія). Завершив ігрову кар'єру у команді ЦСКА, за яку виступав протягом 1978—1979 років.

## Кар'єра тренера
Невдовзі по завершенні кар'єри гравця Іван Колев розпочав тренерську кар'єру, і з 1982 по 1987 рік він працював тренером молодіжної команди клубу «Левські». У 1987—1992 роках Колев очолював нижчоліговий болгарський клуб «Ісар». У 1993—1994 роках тренер працював із вищоліговим клубом «Славія» (Софія), а в 1995—1996 роках очолював клуб «Дунав». У 1996—1997 році Колев очолював клуб «Креміковці».
У 1997 році Іван Колев став тренером юнацької збірної Болгарії віком гравців до 19 років, а в 1998 році став головним тренером юнацької збірної, в якій працював до 1998 року.
У 1999 році Колев уперше очолив індонезійський клуб «Персіджа», в якому працював протягом року, після чого повернувся на батьківщину, де очолив молодіжну збірну Болгарії, з якою працював до 2002 року.
У 2002 році Іван Колев повернувся до Індонезії, де очолив національну збірну Індонезії, з якою працював на Кубку Азії 2004 року, на якому індонезійська збірна посіла третє місце в групі, та не пройшла далі, після чого залишив команду. Цього ж року болгарський тренер прийняв збірну М'янми, в якій працював до 2005 року.
У 2005—2006 роках Колев очолював індонезійські команди «Мітра Кукар» і «Персіпура Джаяпура». У 2007 році болгарського тренера знову запросили очолити національну збірну Індонезії на Кубку Азії 2007 року, на якому Індонезія була одним із співгосподарів. Цього разу команда також посіла третє місце в групі, та припинила боротьбу на груповому етапі, після чого Колев залишив команду.
У 2008 році Іван Колев повернувся на батьківщину, де вдруге за тренерську кар'єру очолив молодіжну збірну Болгарії, з якою працював до 2009 року.
У 2010 році болгарський тренер очолив індонезійський клуб «Шривіджая». Цього ж року Колев виграв із командою Суперкубок Індонезії та Міжострівний кубок, проте в кінці 2011 року залишив команду.
На початку 2012 року Іван Колев очолив м'янманську команду «Янгон Юнайтед», з якою двічі поспіль виграв чемпіонат М'янми. У 2014 році тренер повернувся на батьківщину, де очолив клуб «Славія» (Софія). У 2016—2017 роках Колев очолював інший болгарський клуб «Локомотив» (Горішня Оряховиця).
У 2017 році Іван Колев нетривалий час очолював ще один індонезійський клуб «ПС ТІРА», після чого повернувся на батьківщину, де очолив клуб «Верея». У 2019 році болгарський тренер удруге за кар'єру очолив клуб «Персіджа». У 2020—2022 роках вже на батьківщині Колев очолював софійський «Локомотив». У 2023 році тренер нетривалий час працював на Мальдівах, де очолював клуб «Мазія». У кінці 2023 року тренер на батьківщині нетривалий час очолював софійську «Славію». З 2024 року Іван Колев очолює тренерський штаб софійського «Локомотива».

## Титули і досягнення

### Як тренера
«Шривіджая»
- Володар Суперкубка Індонезії: 2010
- Володар Міжострівного кубка Індонезії: 2010

«Янгон Юнайтед»
- Чемпіон М'янми: 2012, 2013